# Ante Tomić (Basketballspieler)
Ante Tomić (* 17. Februar 1987 in Dubrovnik, SFR Jugoslawien) ist ein kroatischer Basketballspieler, der für Joventut de Badalona in der spanischen Liga ACB aufläuft.

## Laufbahn

### Vereinskarriere
Der 2,18 Meter große Ante Tomić begann seine Laufbahn in seiner Heimatstadt in der Jugend von KK Dubrovnik, und wechselte 2003 in die Landeshauptstadt zu KK Zagreb. Seinen ersten Titel feierte Tomić 2008, als er den Kroatischen Pokal (Kup Krešimir Čosić) gewinnen konnte. Wenig später wurde er im NBA-Draft an der 44. Stelle von den Utah Jazz ausgewählt.
In der Saison 2008/09 der NLB-Liga wurde er zum MVP des Turniers ernannt und auch 2009/10 führte er die Statistiken nach Punkten pro Spiel, Rebounds sowie im MVP-Ranking an, bevor er im Januar 2010 zum spanischen Rekordmeister Real Madrid wechselte, wo er einen Vertrag bis 2013 unterschrieb.
In der Saison 2011/12 gewann er mit seinem Klub den spanischen Pokal und erreichte das Finale um die Liga ACB. Tomićs Vertrag wurde zu Saisonende jedoch aufgelöst. Daraufhin unterschrieb er bei Real Madrids Rivalen, dem FC Barcelona. Er blieb bis 2020 in Barcelona,  2014 wurde er mit der Mannschaft spanischer Meister, 2013 und 2018, 2019 auch Pokalsieger. Im Juli 2020 vermeldete ACB-Konkurrent Joventut de Badalona seine Verpflichtung.

### Nationalmannschaft
Mit Kroatien nahm er schon in der Jugend an diversen internationalen Turnieren teil. Beim Qualifikationsturnier für die Europameisterschaft 2007 debütierte er in der A-Nationalmannschaft. Bei den Mittelmeerspielen 2009 in Pescara holte er mit Kroatien die Goldmedaille.

## Erfolge

### Verein
- 2008: Kroatischer Pokal
- 2012, 2013, 2018, 2019: Spanischer Pokal
- 2014: Spanischer Meister

### Nationalmannschaft
- 2009: Goldmedaille bei den Mittelmeerspielen

### Ehrungen
- MVP der NLB-Liga 2008/09
- All-ACB Team: 2010/11, 2012/13
- All-Euroleague First Team: 2012/13, 2014/15
- All-Euroleague Second Team: 2015/16